# Digital Compact Cassette

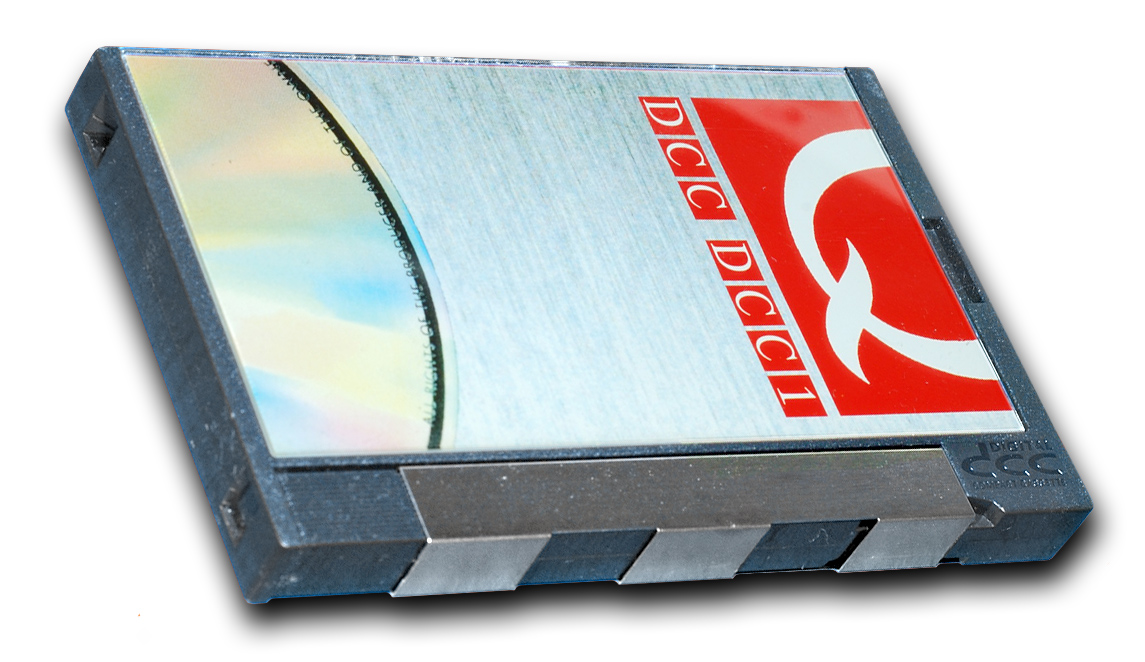

Digital Compact Cassette (DCC, цифровая компакт-кассета) — формат кассеты для цифровой звукозаписи на магнитную ленту, предложенный Philips и Matsushita в 1992 году как перспективная замена компакт-кассете и «домашняя» альтернатива профессиональному формату DAT. DCC, появившаяся почти одновременно с минидиском Sony, провалилась на рынке и была снята с производства в 1996 году. Уникальная особенность DCC, по сравнению с другими цифровыми форматами — конструктивная совместимость с обычной компакт-кассетой: магнитофоны DCC могут воспроизводить аналоговые кассеты.

## История
В 1979—1981 Sony и Philips успешно сотрудничали в выводе на рынок компакт-дискa. После успешного вывода DAT на рынок профессиональной звукозаписи (1987) обе компании решили создать цифровой формат для домашнего использования — относительно недорогой и ограниченный в качестве звука по сравнению с DAT и лучшими образцами аналоговой звукозаписи, а также включавший бы в себя средства защиты от многократного копирования. Пути Sony и Philips разошлись: Sony приступила к разработке магнитооптического диска, а Philips осталась верна магнитной ленте. Причины такого выбора Philips, имевшего долгую историю разработок в области оптических и магнитооптических цифровых носителей, неизвестны.
В 1992 вышли на рынок первые DCC-магнитофоны под марками Philips и Panasonic, за которыми последовали Grundig и Marantz (принадлежавшие Philips). Philips оценивал потенциал рынка в 200 млн магнитофонов и 2,5 млрд кассет ежегодно. В 1995 Philips представил первый опытный переносной магнитофон, полностью управляемый персональным компьютером по шине PC-Link. Но уже в следующем году, 31 октября 1996, техника и ленты DCC были сняты с продаж: формат полностью проиграл рынок — и новому минидиску, и старой компакт-кассете, а все вместе они проиграли рынок компакт-диску.

## Технические особенности

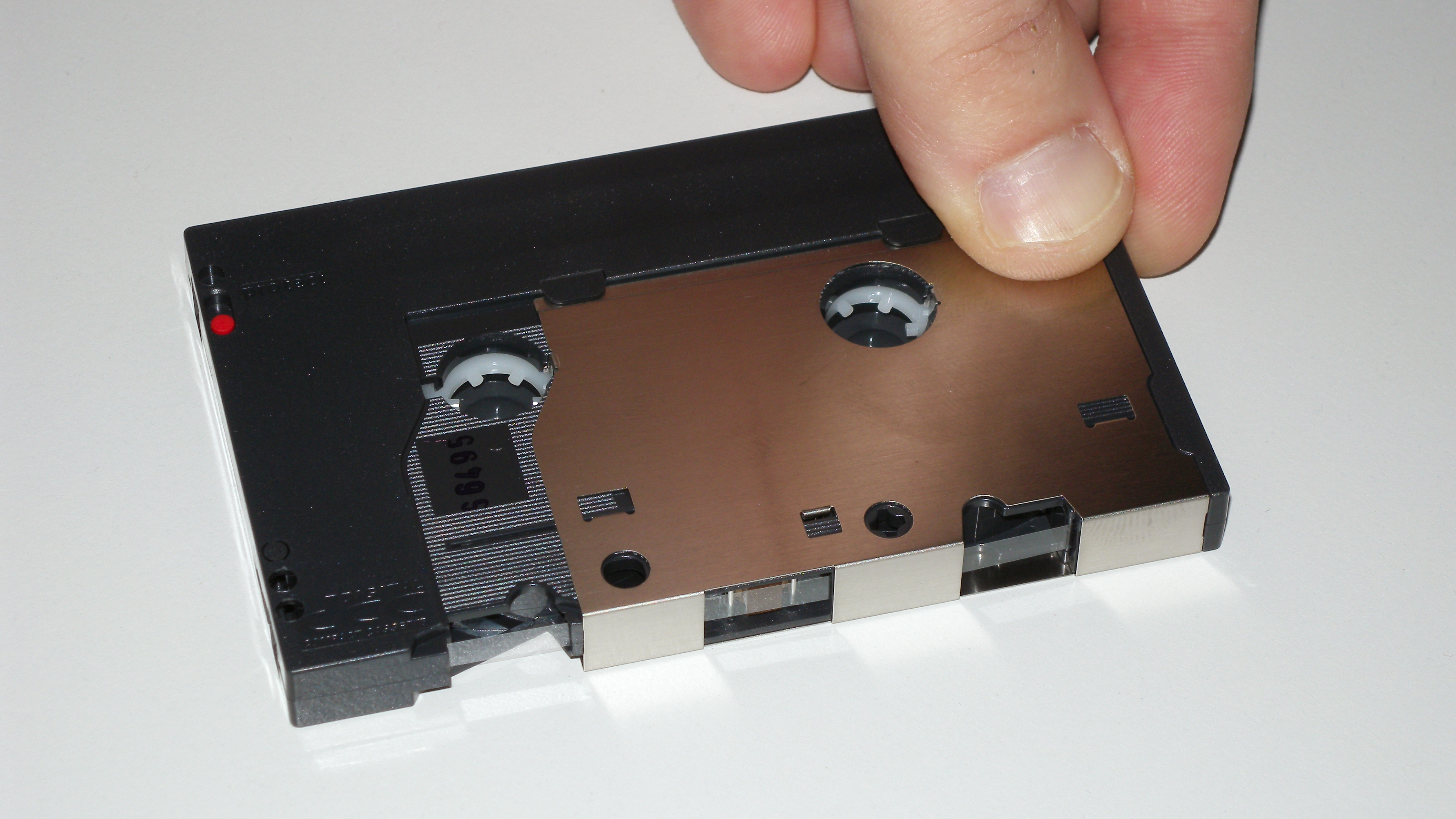

Габарит DCC-кассеты совпадает с габаритами компакт-кассеты; используется лента той же ширины (3,81 мм) и та же скорость протяжки (4,76 см/с). Типовая лента Philips имела толщину основы 12 мкм и магнитный слой (CrO2) толщиной 3-4 мкм (такой же, как в видеокассетах). Теоретический предел кассеты DCC по продолжительности записи — 120 (2×60) минут; на практике, выпускались ленты не более 105 минут. Плёнка двигалась в процессе воспроизведения так же, как и в обычной кассете (не вытягивалась за пределы корпуса кассеты) в отличие от DAT-магнитофонов .
Для записи и воспроизведения использовался минимальный комплект стационарных головок:
- универсальная цифровая магнито-резистивная 9-дорожечная головка записывала 8 бит цифрового сигнала плюс один служебный канал
- универсальная аналоговая головка позволяла воспроизводить обычные кассеты (устанавливалась не во всех аппаратах)
- стирающая головка

В стационарных DCC-магнитофонах комплект головок устанавливался на барабане, поворачиваемом на 180° при переключении направления ленты (автореверс). В переносных магнитофонах автореверс реализовывался двойным комплектом стационарных головок.
Входной сигнал обрабатывался патентованным кодеком PASC, сжимавшим исходный цифровой сигнал (битрейт компакт-диска - около 1,5 мегабита в секунду) до битрейта 384 килобит в секунду. Алгоритм PASC, базировавшийся на MPEG-1 Audio Layer I, считается более совершенным, чем ранние версии ATRAC (MiniDisc). Система защиты от ошибок на основе кода Рида-Соломона, по утверждению Philips, гарантировала полное восстановление исходного кода при полном постоянном отказе одной из восьми цифровых дорожек или при выпадении всех цифровых дорожек в течение 0,03 с (1,45 мм ленты).
Все магнитофоны DCC были оборудованы системой защиты от многократного копирования SCMS, не позволявшей делать второе поколение копий цифрового источника по цифровому каналу. Разумеется, запись с аналогового входа это никак не ограничивало.